# Turkey Creek (Luisiana)
Turkey Creek es una villa ubicada en la parroquia de Evangeline en el estado estadounidense de Luisiana. En el Censo de 2010 tenía una población de 441 habitantes y una densidad poblacional de 68,69 personas por km².

## Geografía
Turkey Creek se encuentra ubicada en las coordenadas 30°52′24″N 92°25′1″O / 30.87333, -92.41694. Según la Oficina del Censo de los Estados Unidos, Turkey Creek tiene una superficie total de 6.42 km², de la cual 6.42 km² corresponden a tierra firme y (0%) 0 km² es agua.

## Demografía
Según el censo de 2010, había 441 personas residiendo en Turkey Creek. La densidad de población era de 68,69 hab./km². De los 441 habitantes, Turkey Creek estaba compuesto por el 98.87% blancos, el 0.23% eran afroamericanos, el 0% eran amerindios, el 0% eran asiáticos, el 0% eran isleños del Pacífico, el 0% eran de otras razas y el 0.91% pertenecían a dos o más razas. Del total de la población el 0.68% eran hispanos o latinos de cualquier raza.